# Ragunda (stationssamhälle)
Det finns två småorter i Ragunda kommun som heter Ragunda. För den andra, se Ragunda och Gisslegård.
Ragunda är en småort i Ragunda distrikt (Ragunda socken) i Ragunda kommun i Jämtland.
Ragunda är ett stationssamhälle vid Stambanan genom övre Norrland. Det ligger sex kilometer söder om kommunens centralort Hammarstrand och den äldre centrala bebyggelsen på Kyrkslätten.
Det finns ett gammalt tingshus på orten, ovanför järnvägsstationen. 